# Fijnstreepmierklauwier
De fijnstreepmierklauwier (Thamnophilus tenuepunctatus) is een zangvogel uit de familie Thamnophilidae (miervogels).

## Verspreiding en leefgebied
Deze soort komt voor van Colombia tot Peru en telt drie ondersoorten:
- T. t. tenuepunctatus: noordelijk-centraal Colombia.
- T. t. tenuefasciatus: zuidelijk-centraal Colombia en oostelijk Ecuador.
- T. t. berlepschi: zuidoostelijk Ecuador en noordoostelijk Peru.

## Status
De grootte van de populatie is niet gekwantificeerd maar de soort wordt omschreven als schaars tot vrij algemeen. Op de Rode lijst van de IUCN heeft deze soort de status niet bedreigd.